# 鮑德溫維爾 (麻薩諸塞州)
鮑德溫維爾（英語：Baldwinville）是位於美國麻薩諸塞州烏斯特縣的一個普查規定居民點。

## 人口
根據2020年美國人口普查的數據，鮑德溫維爾的面積為6.85平方千米，當中陸地面積為6.65平方千米，而水域面積為0.20平方千米。當地共有人口2117人，而人口密度為每平方千米309.05人。